# Minna Fröhlich
Minna Fröhlich, geboren als Minna Späth, auch Minna Späth-Fröhlich, ist eine deutsche Schauspielerin.

## Filmographie (Auswahl)
- 1937: Die Hosenknöpfe
- 1937: Eine unmögliche Wette
- 1950: Der Geigenmacher von Mittenwald
- 1953: Der unsterbliche Lump
- 1953: Der Klosterjäger
- 1957: … und führe uns nicht in Versuchung
- 1957: Der Bauerndoktor von Bayrischzell
- 1958: Die Landärztin
- 1960: Lampenfieber
- 1961: Funkstreife Isar 12
- 1961: Doppelselbstmord

## Hörspiele (Auswahl)
- 1951: Lena Christ, Peter Benedix: Madam Bäurin – Regie: Peter Glas (Hörspielbearbeitung – BR)
- 1951: Franz Gischel: Die kleine Welt. Ein Münchener Schwank – Regie: Peter Glas (Mundarthörspiel – BR)
- 1953: Ludwig Thoma: Gelähmte Schwingen – Regie: Olf Fischer (Kurzhörspiel – BR)
- 1955: Karl Heintz: Bayerisches Hörspiel: Der Räuber Binn – Regie: Hanns Cremer (Hörspielbearbeitung, Mundarthörspiel, Kinderhörspiel – BR)
- 1960: Ludwig Thoma: Das bayerische Hörspiel: Der Jagerloisl (Wirtin) – Regie: Edmund Steinberger (Hörspielbearbeitung, Mundarthörspiel – BR)